# Ariel - Revista de Cultura Musical
A Ariel - Revista de Cultura Musical foi um periódico criado em 1923 por Antônio de Sá Pereira, Antônio Paim Vieira e Mário de Andrade. Editados pela, os treze números da Ariel - Revista de Cultura Musical que circularam no país entre 1923 e 1924 contaram com a colaboração de trinta e nove personalidades do Modernismo no Brasil.
A Ariel - Revista de Cultura Musical foi de Antônio de Sá Pereira, durante a sua experiência como diretor do Conservatório de Música de Pelotas. Em abril de 1923, Antônio de Sá Pereira convidou Mário de Andrade para contribuir com o periódico, a princípio com o nome "Magma: Magazine de Música e Artes". Em outubro de 1924, o periódico foi lançado, então com o título "Ariel - Revista de Cultura Musical".